# Religija na Trinidadu i Tobagu
Religija na Trinidadu i Tobagu obuhvaća niz vjerskih skupina, a najviše ima kršćana (63 %), hindusa (18 %) i muslimana (5 %). Nešto više od 11 % stanovnika nije se izjasnilo o vjerskoj pripadnosti. Nekada je cvjetala židovska zajednica, a danas ima samo oko 50-100 vjernika.
Od kršćanskih zajednica najbrojniji su protestanti (anglikanci, metodisti, prezberijanci i dr.)
Godine 2005. bilo je oko 383.000 katolika u Trinidadu i Tobagu (30 %). Postoji jedna nadbiskupija pod imenom Nadbiskupija Port of Spain, koja uključuje i pet biskupija izvan Trinidada i Tobaga. Nadbiskup je Joseph Everard Harris. Član je Biskupske konferencije Antila, a predsjednik te Biskupske konferencije je Patrick Christopher Pinder, nadbiskup Nassaua (Bahami). 